# Euxoa displiciens
Euxoa displiciens là một loài bướm đêm trong họ Noctuidae.